# Cuthbert Powell
Cuthbert Powell (* 4. März 1775 in Alexandria, Colony of Virginia; † 8. Mai 1849 im Loudoun County, Virginia) war ein US-amerikanischer Politiker. Zwischen 1841 und 1843 vertrat er den Bundesstaat Virginia im US-Repräsentantenhaus.

## Werdegang
Cuthbert Powell war der Sohn des Kongressabgeordneten Leven Powell (1737–1810). Er besuchte die öffentlichen Schulen seiner Heimat. Nach einem anschließenden Jurastudium und seiner Zulassung als Rechtsanwalt begann er in Alexandria in diesem Beruf zu arbeiten. Zwischenzeitlich fungierte er auch als Bürgermeister seiner Heimatstadt. Später zog er in das Loudoun County, wo er sich in der Landwirtschaft betätigte. In seiner neuen Heimat bekleidete er außerdem verschiedene lokale Ämter. Gleichzeitig schlug er eine politische Laufbahn ein. Zwischen 1815 und 1819 gehörte er dem Senat von Virginia an; in den Jahren 1828 und 1829 saß er im Abgeordnetenhaus seines Staates.
Powell wurde Mitglied der Whig Party. Bei den Kongresswahlen des Jahres 1840 wurde er im 14. Wahlbezirk von Virginia in das US-Repräsentantenhaus in Washington, D.C. gewählt, wo er am 4. März 1841 die Nachfolge von John Winston Jones antrat. Bis zum 3. März 1843 konnte er eine Legislaturperiode im Kongress absolvieren. Diese Zeit war von den Spannungen zwischen Präsident John Tyler und den Whigs geprägt. Außerdem wurde damals bereits über eine mögliche Annexion der seit 1836 von Mexiko unabhängigen Republik Texas diskutiert.
Nach dem Ende seiner Zeit im US-Repräsentantenhaus arbeitete Cuthbert Powell wieder in der Landwirtschaft auf seinem Anwesen Llangollen im Loudoun County. Dort ist er am 8. Mai 1849 auch verstorben.